# Hevesi Endre-díj
A Hevesi Endre-díj tudományos-technikai újságírók számára megítélhető 1988-ban alapított elismerés.

## A díj átadása
A díj célja díjban, jutalomban, ösztöndíjban részesíteni évente három olyan újságírót, akik az előző évben a legtöbbet tették a tudomány és technika legújabb eredményeinek népszerűsítése terén. A díjat minden év április 30-án, Hevesi Endre születésének évfordulóján adják át. Odaítélése a díjat kezelő Hevesi Endre Díj Alapítvány és a Magyar Újságírók Országos Szövetsége javaslata alapján történik. 1999 óta a három díjazotton kívül még egy díjat adnak át, a Hevesi Endre-életműdíjat. A díj hitelességét oklevél bizonyítja, összege 100.000 forint. A díjjal 1988-as alapításakor 25 ezer, 1994-ben már 50 ezer forint jutalom járt. A díjat Hevesi Endréné, Kalmár Magda alapította 1987-ben néhai férje Hevesi Endre emlékére.
Az alapítvány kuratóriumának tagjai: Herczeg János elnök, Nagy József titkár, Hankó Ildikó, Palugyai István, Staar Gyula, Szentgyörgyi Zsuzsa.

## Díjazottak
- 2019. – Bolcsó Dániel, Haiman Éva, életműdíj: dr. Oláh-Gál Róbert
- 2018. – Dr. Tószegi Zsuzsanna, Dr. Varga Máté, az Életműdíjat Dr. Almár Iván tudományos kutató kapta,
- 2017. – Gilicze Bálint újságíró, az MTA Kommunikációs Főosztályának munkatársa, Kocsis-M. Brigitta az M5 televízió Novum című műsorának szerkesztő-műsorvezetője, professzor Lente Gábor egyetemi tanár a Debreceni Egyetem Kémiai Intézetének oktatója[2]
- 2016. – Hanula Zsolt tudományos újságíró, az Index internetes portál újságírója, Életműdíj - Dr. Füstöss László a Fizikai Szemle felelős szerkesztője (2016) és Dr. Horváth András űrkutató-csillagász a TIT Budapesti Planetáriuma volt igazgatója,[3]
- 2015. – Frey Sándor, tudományos újságíró, a Földmérési és Távérzékelési Intézet Kozmikus Geodéziai Obeszervatóriumának főtanácsosa, az Űrvilág hírportál főszerkesztője, és Miholcsa Gyula, tudományos újságíró, a bukaresti Román Televízió Magyar Adásának belső munkatársa, Életműdíj - Dosztányi Imre, a TermészetBÚVÁR főszerkesztője, felelős kiadója,[4]
- 2014. – dr. Both Előd űrkutatási szakíró, a Magyar Űrkutatási Iroda vezetője, a Magyar Asztronautikai Társaság alelnöke, Életműdíj – dr. Oláh István, a MAG Kutatás, Fejlesztés és Környezet c. folyóirat főszerkesztője. Mindkét díjazott hosszú évek óta a Tudományos Újságírók Klubja tagja.[5]
- 2013. – Tasi Tibor, az FM90 Friss Rádió szerkesztője, Dr. Nemes János, a Praxis alapítója, a Népszabadság szerzője, Zsiros László Róbert, a Klubrádió szerkesztője.[6]
- 2012. – dr. Hajdú Ferenc, a Haditechnika című folyóirat főszerkesztője, Szále László újságíró, a Mindennapi Pszichológia munkatársa. Életműdíj – Pápai Gábor, az Erdészeti Lapok főszerkesztője.[7]
- 2011. – dr. Pesthy Gábor biológus, tudományos újságíró, az Origo külső munkatársa, Simon Ágnes biokémikus, tudományos újságíró, a Kémiai Kutatócsoport főmunkatársa,[8]  dr. Kovács Győző, tudományos újságíró, mérnök, az első magyar számítógép "atyja", munkásságáért Hevesi Endre Életműdíjat kapott.[9]

### 2000 – 2010
- 2010. – Chikán Ágnes szabadúszó újságíró, (Délmagyarország főmunkatársa korábban), Molnár Csaba, a Magyar Nemzet Magazin munkatársa. Életműdíj – Cseri Rezső, a TermészetBÚVÁR szerkesztője.[10]
- 2009. – Fried Judit, a Magyar Távirati Iroda munkatársa, Sarkadi Péter, a Greenfo.hu főszerkesztője, az MR1-Kossuth újságírója. Életműdíj –  Ajtay Ferenc az Erdélyi Gyopár folyóirat nyugalmazott felelős szerkesztője.[11]
- 2008. – Babinszki Edit, Élet és Tudomány, Delta, Trupka Zoltán, a Magyar Csillagászati Egyesület (MCSE) elnökségének tagja, szakújságíró. Életműdíj – Kollányi Ágoston, a Delta rendezője.[12]
- 2007. – Dombi Margit, Lacza Tihamér, Méry Zsuzsa, Életműdíj – Szűcs József[13]
- 2006. – Lánczi Ágnes, a Magyar Rádió Gordiusz Műhelyének vezetője, Silberer Vera, a Természet Világa olvasószerkesztője. Életműdíj – Sárhidai Gyula, a Haditechnika műszaki-tudományos ismeretterjesztő folyóirat szerkesztője.[14]
- 2005. – Esti Judit – Magyar Rádió Tudományos Ismeretterjesztő Szerkesztősége, Montskó Éva – Magyar Televízió (Delta Magazin), Tolnai Kata – Semmelweis Egyetem c. lap.[15]
- 2004. – Életműdíj: Kővári Péter újságíró, ismeretterjesztő, 1967-1972 között a Delta munkatársa, televíziós szakember,[16]
- 2003. – Gózon Ákos, Kapitány Katalin, Mátay Anna, életműdíj: Kardos István[17]
- 2002. – Dürr János, a Természet világa, Gábor Zsuzsa, a Népszabadság újságírója, Bozsik József, a Magyar Rádió munkatársa. Életműdíj – Pető Gábor Pál a Népszabadság tudományos technika rovatának szerkesztője.[18]
- 2001. – Faragó Zoltán, Hargitai Miklós, Juhari Zsuzsanna, Németh Ferenc (életműdíj), Sályi András,[19]  Dr. Vicsek Tamásné Strehó Mária matematikus, tudományos újságíró,[20]
- 2000. –

### 1989  –  1999 között díjazottak
- 1999. – Abonyi Iván fizikus, a Természet Világa szerkesztőségi tagja,[21]Jéki László magfizikus, tudományos újságíró, a Műszaki Élet, Fizikai Szemle, Magyar Tudomány szerkesztő bizottságainak tagja volt, a Magyar nagylexikon és az Encyclopaedia Hungarica cikkeinek szerzője.[22]
- 1998. – Szabados László, Prof. Dr., tudományos tanácsadó, a Magyar Tudomány szerkesztője[23]
- 1997. –
- 1996. – Juhász Árpád geológus, tudományos ismeretterjesztő újságíró, a Magyar Tudományos Akadémia Ismeretterjesztési Bizottságának tagja.[24] Életműdíj – Németh Ferenc költő, újságíró,[25]
- 1995. – Staar Gyula, tudományos újságíró, a Természet Világa szerkesztője 1974 és 1989 között, 1990 óta az újság főszerkesztője.
- 1994. – Hankó Ildikó, tudományos újságíró, antropológus; Kerner István gépészmérnök, újságíró (Az Élet és Tudomány rovatszerkesztője); Szentgyörgyi Zsuzsa villamosmérnök, újságíró (A Magyar Tudomány - szerkesztője)[26]
- 1993. – Bencze Gyula fizikus, a Természet Világa és a Magyar Tudomány és a Fizikai Szemle szerkesztőbizottsági tagja,[21]
- 1992. –
- 1991. –
- 1990. – Herczeg János (1934) tudományos ismeretterjesztő újságíró, az Élet és Tudomány főszerkesztője.[27]
- 1989. –
- 1988. Dr. Eke Károly a Magyar Rádió főmunkatársa, Mentusz Károly, a Heves Megyei Hírlap Népújság (Eger) rovatvezetője és Palugyai István, a Magyar Hírlap munkatársa részesült[28]